# Президентсько-парламентська республіка
Президентсько-парламентська республіка — форма правління, вид змішаної республіки, за якої глава держави (президент) особисто пропонує склад уряду (насамперед кандидатуру прем'єр-міністра), який підлягає обов'язковому затвердженню всім парламентом (Росія, Франція).
Основними правовими критеріями розрізнення президентсько-парламентської й парламентсько-президентської республік є: спосіб й процедура формування уряду, наявність або відсутність відповідних повноважень у президента, юридична інвеститура уряду, його відповідальність, підстави відставки уряду, підстави та обмеження розпуску парламенту президентом, відповідні повноваження щодо цього уряду та (або) його голови, наявність у президента права законодавчої ініціативи, використання президентом права відкладального вето, його подолання (можливість винесення цього питання на референдум), промульгування законів президентом, наявність інституту «контрасигнатури» (перелік актів, які підлягають контрасигнуванню), підстави і процедура імпічменту або відзиву президента шляхом всенародного референдуму, підстави проведення референдуму й повноваження з цього приводу президента.

## Ознаки президентсько-парламентської республіки
- Своєрідність моделі поділу державної влади в президентсько-парламентській республіці полягає в тому, що її функціональний аспект залежить від співвідношення політичних сил у парламенті.

Особливістю президентсько-парламентської моделі є можливість конкурування між президентом і парламентом за право формування уряду, а головною правовою ознакою − те, що при певних варіантах співвідношення політичних сил уряд може формуватися як президентом, так і парламентом, які мають однакове джерело владних повноважень і, відповідно, однаково несуть відповідальність перед народом.
У разі перемоги на парламентських виборах політичної партії, яка підтримує президента, уряд фактично формується президентом. Коли на парламентських виборах перемагає опозиційна президенту політична партія − парламентом. Це, відповідно, зумовлює два можливі періоди (цикли) функціонування державного механізму − президентський та парламентський («співіснування влади»).
- Оскільки виконавча влада розподіляється між двома інститутами − президентом і урядом, їх співвідношення як між собою, так і з законодавчою владою структуруються в такий спосіб, щоб президент через:
  - (а) вплив на уряд (участь у його формуванні, роботі, відставці, підписанні регламентарних актів),
  - (б) предмет свого відання (підвідомчості) − низку важливих напрямків у сфері діяльності виконавчої влади (зовнішня політика, оборона, безпека держави),
  - (в) противагу й стримування парламенту (участь у законодавчому процесі, право відкладального вето, розпуск парламенту) «захищав» би уряд як політично відповідального перед парламентом суб'єкта від можливої нестабільності (урядових криз), а тому і від його послаблення. У той же час і парламент, впливаючи на президента й уряд (участь у формуванні й відставці останнього, контроль за його діяльністю, подолання вето президента, ратифікація й денонсація міжнародних договорів), не дає перетворити уряд на адміністративний апарат президента.
- В президентсько-парламентській республіці президентові дозволяється вступати в конкуренцію за право формування уряду та обсяг його повноважень. Основою цієї конкуренції є право глави держави розпуску парламенту. При цьому президент вільний у прийнятті рішення з цього питання (враховуючи часові й кількісні обмеження на такі дії): він не зв'язаний ані попередньою контрасигнатурою прем'єр-міністра, ані підставами розпуску парламенту. Тому відмінною ознакою такої республіки є те, що розпуск парламенту в ній може бути здійснено навіть у ситуації, коли цей крок не зумовлено самим парламентом.
- Президент також виступає як арбітр між урядом й парламентом
- Виконавча влада набуває так званого роздільного, біцефального, або, дослівно, «двоголового» вигляду. Тобто подвоюються й фактично стають самостійними прем'єрський і президентський центри державного управління.

## Історія
Існує думка, що перший історичний приклад такої форми правління був у Веймарській республіці. Ще один приклад — форма правління Фінляндії 1919 року. Проте найбільш відомим зразком є П'ята Республіка у Франції.
Веймарська республіка:
З прийняттям Веймарської конституції Німецька імперія вперше отримала парламентську демократію з закріпленими в конституції основними ліберальними і соціальними правами. На загальнодержавному рівні законодавчу діяльність у формі імперських законів здійснював роки рейхстаг (обирався кожні чотири роки), який також затверджував державний бюджет і зміщував з посади рейхсканцлера і будь-якого з міністрів уряду за схемою деструктивного вотуму недовіри. Рейхсканцлер підкорявся не тільки рейхстагу, а й рейхспрезиденту, який мав право призначати рейхсканцлера і відправляти його у відставку. Рейхспрезидента, який займав у державі відокремлений і потенційно могутнє становище, в літературі часто порівнювали з кайзером і навіть називали ерзац-кайзером. Він обирався на прямих виборах терміном на сім років і міг за згодою рейхсканцлера оголосити в країні надзвичайний стан, на час якого в країні тимчасово припиняли свою дію основні конституційні права. Можливого опору цьому рішенню з боку рейхстагу протиставлялося право рейхспрезидента на розпуск парламенту.
Ці серйозні обмеження демократії зробили можливою фактичну самоліквідацію демократичного ладу після призначення рейхспрезидентом Гінденбургом на пост рейхсканцлера Адольфа Гітлера в січні 1933. В основі конституції був покладений правовий позитивізм, який означав, що зміни до конституції (ст. 76) могли носити необмежений характер.
31 липня 1919 Веймарська конституція в своєму остаточному варіанті була прийнята Веймарським установчими зборами і підписана рейхспрезидентом Фрідріхом Ебертом 11 серпня. На згадку про народження демократії в Німеччині цей день став національним святом.
В політико-владній системі Веймарської республіки проявилися і довели свою значимість всі головні складові характеристики феномену президентсько-парламентської моделі. А крах Веймарської республіки та її трансформація у диктатуру детерміновані були не стільки напівпрезидентською формою державного правління, скільки наслідками великої депресії, відсутністю сталих демократичних традицій та вадами, що мали місце у вимірах політичної культури.
Фінляндія:
У період регентства генерала Маннергейма йшла активна дискусія з приводу майбутнього державного устрою. Уряд представив парламенту два проєкти змін за республіку і два за монархію. Законодавчо зміна форми правління відбулася 17 липня 1919 після виборів нового складу парламенту в березні 1919 року. Невизначеність, яка тривала півтора року, завершилася — Фінляндія стала республікою. 25 липня 1919 відбулися перші вибори президента Фінляндії. Відповідно до Конституційного Акту (17 липня 1919), президент обирався парламентом Фінляндії. Ним став Каарло Юхо Стольберг.
Складна ситуація у країні потребувала рішучих дій і тому Конституція країни (17 липня 1919 р.) закріпила створення республіки з однопалатним парламентом і з сильною владою президента.
Деякі вчені наголошують на тому, що спостерігався сильний дисбаланс у системі органів влади, при цьому велику роль відігравали Президент та Уряд, в той час як Парламент значно їм програвав. Однак, за умов, за яких приймалася конституція, була необхідна саме така структура — здатна оперативно реагувати на зовнішні та внутрішні виклики.
Фінляндія залишалася президентсько-парламентською республікою до 2000 року, коли було прийнято нову Конституцію.
П'ята французька республіка:
Однією з країн такого типу стала й Франція. Необхідність змін виникла за умов Алжирської кризи і для врегулювання багатьох проблем була необхідна сильна влада на чолі із арбітром, якому надані засоби підтримувати національні інтереси незалежно від обставин. У порівнянні з Четвертою республікою тут були значно посилені повноваження президента. За Конституцією Французької республіки 1958 президент обирається громадянами (з 1962р по 2000р — на сім років, а з 2000р на 5 років) і керує урядом, що характерно для президентської республіки. У той же час призначений ним уряд має користуватися довірою нижньої палати парламенту — Національних Зборів, що характерно для парламентської республіки. Водночас президент може розпускати Національні Збори на свій розсуд.
Конституція 1958 заснувала посаду президента як арбітра, який втілює державу.
У Франції навіть за значних турбулентних змін саме президент і існуюча система владних відносин завжди забезпечували і забезпечують усталеність конституційного порядку та стабільне наступництво державного ладу.
Проведений аналіз практики і результатів привнесених змін щодо владних прерогатив глав держав у Франції, Фінляндії та інших країн даної системи влади, доводить життєздатність і ефективність президентсько-парламентської моделі правління. Водночас, як свідчить історико-політичний досвід таких держав як Веймарська республіка, Франція та сучасних країн молодої демократії, становлення та реальне утвердження президентсько-парламентської форми правління ускладнюється низкою об'єктивних чинників, насамперед невисоким рівнем розвитку громадянського суспільства та, зокрема неусталеним характером партійно-політичної системи, високим рівнем соціально-політичної напруги, низьким рівнем національно-державної консолідації, дедалі зростаючим впливом системних (внутрішніх — інституційних, структурних тощо) та позасистемних глобалізаційних чинників.
Президентсько-парламентська система правління, як свідчить світовий досвід, найбільш ефективна в країнах, у яких недостатня суспільно-політична єдність, наявні протиборствуючі політичні групи, зростає конфліктність у їх відносинах та існує потреба значної структурної перебудови політичного і економічного устрою. При цій формі правління президент, виконуючи повноваження глави держави, володіє не тільки представницькими функціями, а й реальними можливостями впливу на державну політику.

## Україна
Згідно зі статтями 5, 6 Конституції України, ухваленої 1996 p., Україна є республікою. Носієм суверенітету і єдиним джерелом влади в Україні є народ, який здійснює свою владу безпосередньо і через органи державної влади й органи місцевого самоврядування. Державна влада здійснюється на засадах її розподілу на законодавчу, виконавчу і судову. Повноваження відповідних органів державної влади визначаються Конституцією та іншими законодавчими актами України, зміст яких дозволяє визначити Україну як змішану, президентсько-парламентську республіку. Зокрема, про це свідчить наступне:
- єдиним органом законодавчої влади в Україні є парламент — Верховна Рада України, яка обирається строком на п'ять років;
- Верховна Рада України має право усунути Президента України з поста у порядку особливої процедури (імпічменту);
- Президент України є главою держави, обирається строком на п'ять років; призначає за згодою Верховної Ради України Прем'єр-міністра України; припиняє його повноваження й ухвалює рішення про його відставку; призначає за поданням Прем'єр-міністра членів Кабінету Міністрів України; скасовує акти Кабінету Міністрів України;
- Кабінет Міністрів України є вищим органом у системі органів виконавчої влади, відповідальний перед Президентом України, підконтрольний та підзвітний Верховній Раді України;
- правосуддя в Україні здійснюється виключно судами.

Для подолання гострої кризи 8 грудня 2004 року Верховна Рада ухвалила Закон України № 2222-IV «Про внесення змін до Конституції України» та (в пакеті до нього) про внесення змін до закону про вибори Президента (останні дозволили провести переголосування 2-го туру виборів Президента). Того ж дня Президент України Леонід Кучма підписав ці документи.
Закон на основі проєкту Симоненка—Медведчука про зміни до Конституції (про політичну реформу) передбачав перехід від президентсько-парламентської до парламентсько-президентської форми правління, формування уряду коаліцією депутатських фракцій, подовження терміну повноважень Верховної Ради до 5 років. Згідно з прикінцевими та перехідними положеннями закону, він мав набрати чинності з 1 вересня 2005 року в разі, якби на той час були ухвалені зміни до Конституції стосовно реформування системи місцевого самоврядування (законопроєкт 3207-1). Позаяк до 1 січня 2006 року ці зміни не були ухвалені, то (згідно з прикінцевими та перехідними положеннями) закон набув чинності самостійно з 1 січня 2006 року.
Після приходу до влади Віктора Януковича в президентських виборах  і Партії Регіонів 1 жовтня 2010 року Конституційний Суд України визнав таким, що не відповідає Конституції України, Закон «Про внесення змін до Конституції України» від 8 грудня 2004 року № 2222-IV у зв'язку з порушенням процедури його розгляду та прийняття. Згідно з рішенням КС, відповідний закон № 2222 втрачає чинність з дня ухвалення Конституційним Судом цього рішення. Конституційний Суд України поновив чинність Конституції 1996 року та звернувся до органів державної влади з вимогою невідкладно привести українське законодавство у відповідність до Основного Закону в редакції від 28 червня 1996 року.

## Переваги та недоліки
- Президентсько-парламентська модель прагне позбутися недоліків президентської і парламентської форм правління шляхом об'єднання найбільш сильних сторін обох форм. Глава держави в президентсько-парламентській республіці не обов'язково є одноосібним носієм виконавчої влади і часто ділить її з Урядом, сформованим парламентською більшістю
- Існує досить великий шанс узурпації влади президентом. Наприклад у разі неприйняття парламентом уряду, призначеного президентом, він може впливати на парламент розпускаючи той доти, доки не буде прийнято рішення яке влаштує президента.

Отже, обраний народом президент має право фактично формувати свій уряд, незважаючи на існуючу парламентську більшість, вступати в конфлікт з парламентом і домагатися його розпуску.